# إيمري كيس (لاعب كرة قدم)
إيمري كيس (بالمجرية: Kiss Imre)‏ هو مدرب كرة قدم ولاعب كرة قدم مجري، ولد في 10 أغسطس 1957 في Hajdúböszörmény ‏ في المجر. شارك مع منتخب المجر لكرة القدم. أما مع النوادي، فقد لعب مع نادي تاتابانيا ‏.

## وصلات خارجية
- إيمري كيس على موقع الاتحاد الدولي (مؤرشف)  (الإنجليزية)
- إيمري كيس على موقع قاعدة بيانات كرة القدم.إي يو (الإنجليزية)
- إيمري كيس على موقع عالم كرة القدم.نت (الإنجليزية)